# Eueremaeus cornutus
Eueremaeus cornutus är en kvalsterart som först beskrevs av Lombardini 1943.  Eueremaeus cornutus ingår i släktet Eueremaeus och familjen Eremaeidae. Inga underarter finns listade i Catalogue of Life.